# Манагва (језеро)
Језеро Манагва (шп. Lago de Managua, Lago Xolotlán) је са 1.049 km² друго највеће језеро Никарагве (после језера Никарагваса којим је повезано реком Типитапа).
Име језера су сковали Шпанци, комбинујући име локалног племена Манге (Манкеме) и речи за воду - agua.
Језеро се налази на западу земље. Кружног је облика. Изнад језера уздиже се вулкан Момотомбо висине 1.280 метара. Главно острво је Момотомбито.
На југозападу језера се налази престоница Никарагве, град Манагва. Језеро је од 1950их веома загађено.